# Carme Feliu Álvarez de Sotomayor
Carme Feliu Álvarez de Sotomayor (Palma, 24 d'agost de 1968) és una política mallorquina, diputada al parlament de les Illes Balears en la VI i VII legislatures i al Congrés dels Diputats en la IX Legislatura.
Diplomada en magisteri a la Universitat de les Illes Balears i militant del Partit Popular, fou presidenta del Consell de la Joventut de les Illes Balears el 1993-1994, regidora de cultura de l'ajuntament de Palma el 1995-1999 i primera tinent de batle de 1999 a 2003.
Després fou escollida diputada a les eleccions al Parlament de les Illes Balears de 2003 i 2007, nomenada consellera d'IB3 i portaveu d'afers socials del PP al Parlament de les Illes Balears. Fou diputada en substitució de Maria Salom Coll a les eleccions generals espanyoles de 2011.